# 186
Évszázadok: 1. század – 2. század – 3. század
Évtizedek: 130-as évek – 140-es évek – 150-es évek – 160-as évek – 170-es évek – 180-as évek – 190-es évek – 200-as évek – 210-es évek – 220-as évek – 230-as évek
Évek: 181 – 182 – 183 – 184 –  185 – 186 – 187 – 188 – 189 – 190 – 191

## Események

### Római Birodalom
- Commodus császárt (helyettese májustól L. Novius Rufus, novembertől C. Sabucius Maior Caecilianus) és Manius Acilius Glabriót (helyettese L. Annius Ravus és Valerius Senecio) választják consulnak.
- Felkelés tör ki Galliában egy Maternus nevű dezertőr katona vezetésével. A lázadók a galliai és hispániai városokat fosztogatják, sőt Argentoratumban (ma Strasbourg) ostrom alá veszik a Legio VIII Augusta erődjét. Az év végére vagy a következő év elejére a császári csapatok szétverik a lázadók seregét.

## Fordítás
- Ez a szócikk részben vagy egészben  a(z)   186 című francia Wikipédia-szócikk ezen változatának fordításán alapul.  Az eredeti cikk szerkesztőit annak laptörténete sorolja fel. Ez a jelzés csupán a megfogalmazás eredetét és a szerzői jogokat jelzi, nem szolgál a cikkben szereplő információk forrásmegjelöléseként.